# San Giovanni in Marignano
San Giovanni in Marignano ist eine italienische Gemeinde mit 9410 Einwohnern (Stand 31. Dezember 2023) in der Provinz Rimini in der Emilia-Romagna.

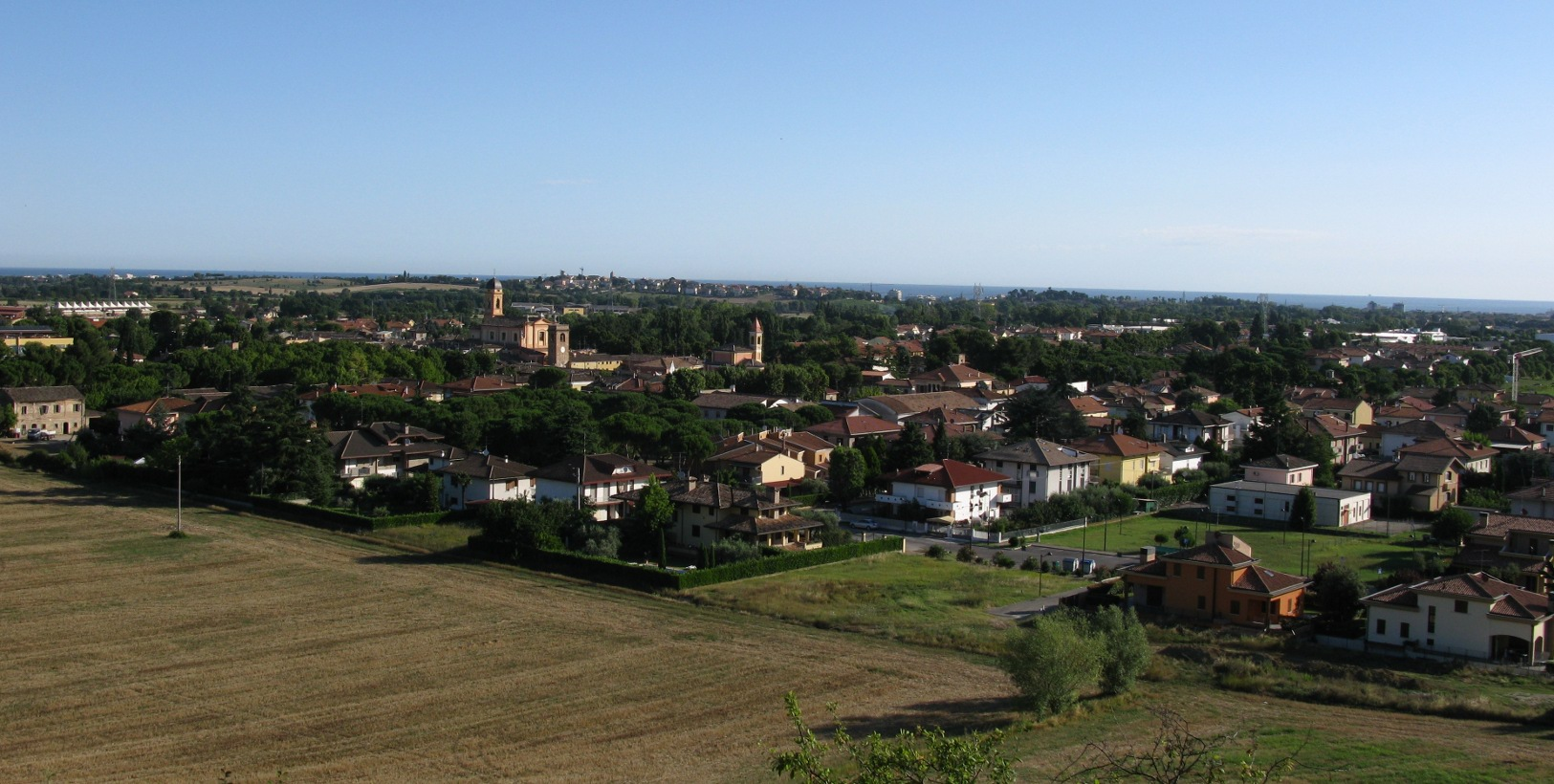
Panoramaansicht von San Giovanni in Marignano

Die Gemeinde ist Mitglied der Vereinigung I borghi più belli d’Italia (Die schönsten Orte Italiens).
San Giovanni in Marignano liegt etwa 20 Kilometer südöstlich von Rimini am östlichen Ufer des Conca. Die Gemeinde grenzt unmittelbar an die Provinz Pesaro und Urbino.

## Verkehr
Durch die Gemeinde verläuft die Adria-Autobahn A14 die Bologna mit Tarent verbindet. Gemeinsam mit den Nachbargemeinden Cattolica und Gabicce Mare besteht der Bahnhof Cattolica-SanGiovanni-Gabicce an der Bahnstrecke Bologna–Ancona.

## Söhne und Töchter der Gemeinde
- Eraldo Pecci (* 1955), Fußballspieler